# Evangelista Torricelli
Evangelista Torricelli (Faenza, Italia, 15 de octubre de 1608-Florencia, Italia, 25 de octubre de 1647) fue un físico italiano que inventó el barómetro de mercurio y demostró que podía tener un recipiente sin contenido al extraer el aire.

## Primeros años de vida
Sus progenitores no tenían mucho dinero, en cambio tenían mucho afecto hacia él, le llamaron Evangelista y al ver el potencial que tenía Torricelli decidieron enviarlo con su tío Jacobo, que lo educó bajo su tutela. En 1627 fue enviado a Roma para que estudiara ciencias con el benedictino Benedetto Castelli (1579-1645), llamado por el papa Urbano VII para enseñar matemáticas en el colegio de la Sapienza y uno de los primeros discípulos de Galileo.
Estudió una de las obras de Galileo Galilei, Discorsi e dimostrazioni matematiche, intorno a due nuove scienze (Discurso y demostración matemática, en torno a dos nuevas ciencias, 1638), lo que le inspiró el desarrollo de algunos de los principios mecánicos allí establecidos que recogió en su obra De motu. En 1632, Castelli se puso en contacto con Galileo para mostrarle el trabajo de su pupilo y solicitarle que lo acogiera, propuesta que Galileo aceptó, por lo que Torricelli se trasladó a Arcetri, donde ejerció de amanuense de Galileo los últimos tres meses de la vida del sabio italiano, quien falleció a principios del año siguiente. Tras la muerte de Galileo, Torricelli, que deseaba volver a Roma, cedió a las ofertas de Fernando II de Médici y, nombrado filósofo y matemático del gran duque y profesor de matemáticas en la Academia de Florencia, se estableció definitivamente en esta ciudad.

## Trabajos científicos
En 1643, Torricelli utilizó el mercurio haciéndolo ascender en un tubo cerrado, creando vacío en la parte superior, empujado por el peso del aire de la atmósfera. Demostró que el aire tiene peso, e inventó el barómetro.
La unidad de presión torr se nombró en su memoria. El teorema de Torricelli es una aplicación del principio de Bernoulli y estudia el flujo de un líquido contenido en un recipiente, a través de un pequeño orificio, bajo la acción de la gravedad.
Publicó su trabajo sobre el movimiento bajo el título Opera geométrica. La publicación, junto a esta obra, de varios trabajos sobre las propiedades de las curvas cicloides le supuso una agria disputa con Roberval, quien le acusó de plagiar sus soluciones del problema de la cuadratura de dichas curvas. Aunque no parece haber dudas de que Torricelli llegó al mismo resultado de forma independiente, el debate sobre la primicia de la solución se prolongó hasta su muerte.
{\displaystyle V_{t}={\sqrt {2\cdot g\cdot \left(h+{\frac {v_{0}^{2}}{2\cdot g}}\right)}}}

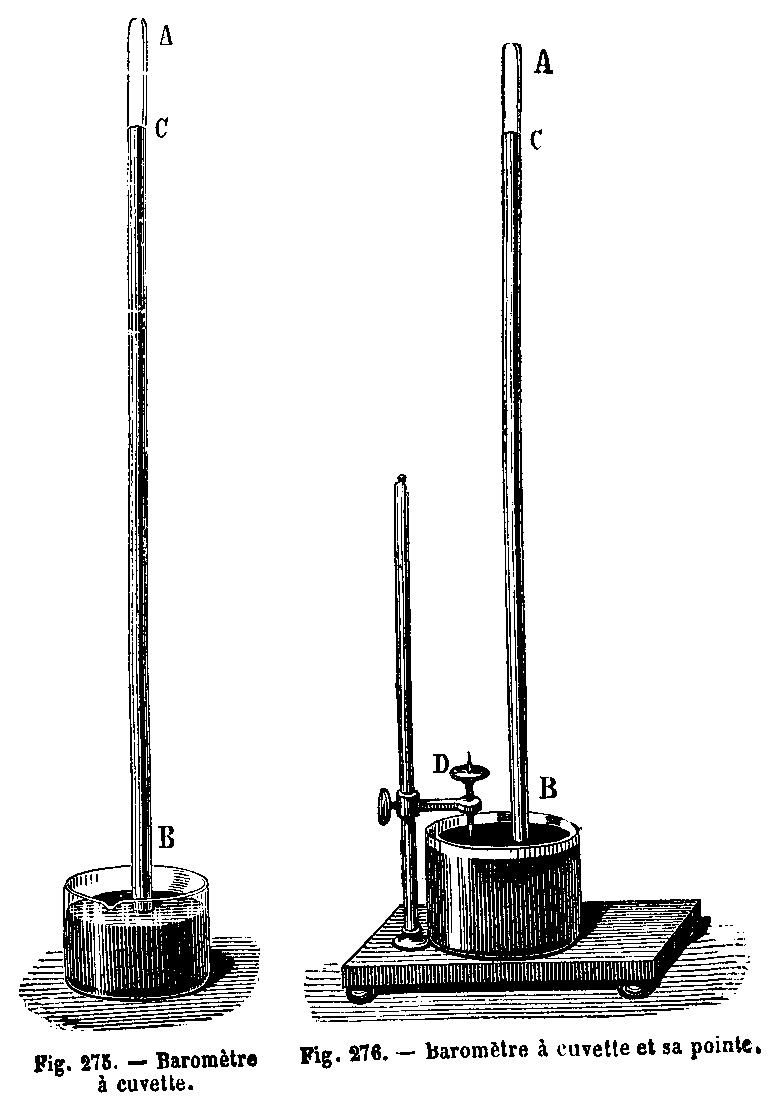
Principio del barómetro.

Entre los descubrimientos que realizó, se encuentra el principio que dice que si una serie de cuerpos están conectados de modo tal que, debido a su movimiento, su centro de gravedad no puede ascender o descender, entonces dichos cuerpos están en equilibrio. Descubrió además que la envolvente de todas las trayectorias parabólicas descritas por los proyectiles lanzados desde un punto con igual velocidad, pero en direcciones diferentes, es un paraboloide de revolución. Así mismo, empleó y perfeccionó el método de los indivisibles de Cavalieri.
También realizó importantes mejoras en el telescopio y el microscopio, siendo numerosas las lentes por él fabricadas y grabadas con su nombre que aún se conservan en Florencia.

## Fallecimiento
Torricelli falleció a los 39 años en Florencia, el 25 de octubre de 1647, a pocos días de haber contraído fiebre tifoidea. Fue enterrado en la Basílica de San Lorenzo. Dejó todas sus pertenencias a su hijo adoptivo, Alessandro Di Almagro.

## Eponimia
- La unidad de presión denominada torr es un homenaje a su apellido.
- El cráter lunar Torricelli lleva este nombre en su memoria.[4]
- El asteroide (7437) Torricelli también conmemora su nombre.[5]